# Edgar Lungu
Edgar Chagwa Lungu (Ndola, 11 de noviembre de 1956-Pretoria, 5 de junio de 2025) fue un abogado y político zambiano que fue presidente de Zambia desde el 25 de enero de 2015 hasta el 24 de agosto de 2021.

## Carrera política
Inicialmente se unió al Partido Unido para el Desarrollo Nacional, pero luego se cambió al Frente Patriótico, fundado por Michael Sata.
Durante la presidencia de Sata, Lungu se desempeñó como Ministro de Relaciones Exteriores, Defensa y Justicia. Tras la muerte de Sata en octubre de 2014, Lungu asumió como el candidato del Frente Patriótico, para las elecciones presidenciales en enero de 2015. Venció por escaso margen al candidato opositor Hakainde Hichilema.

## Presidencia

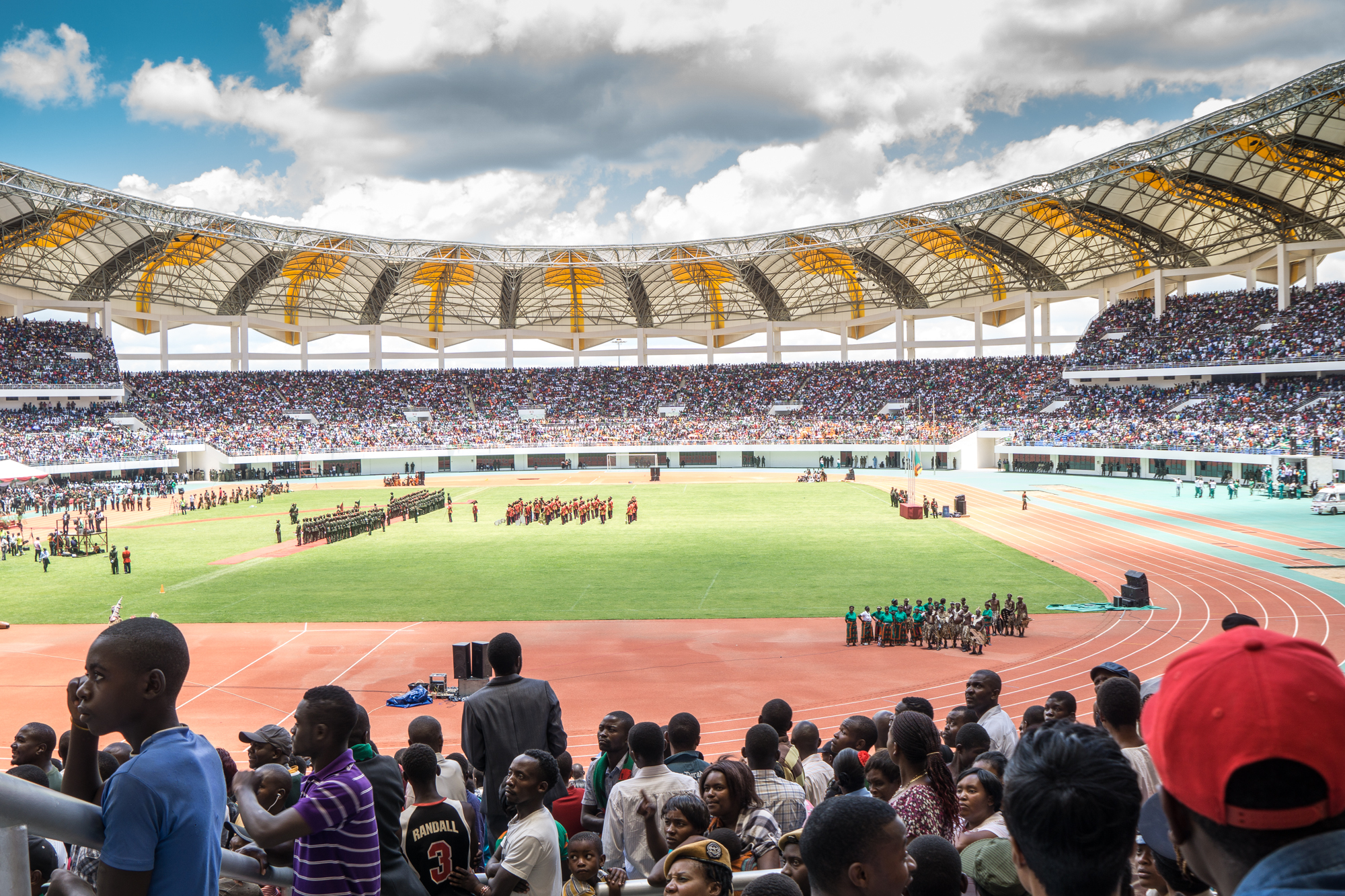
Toma de posesión del sexto presidente de Zambia, Edgar Lungu.

Edgar Lungu fue juramentado como presidente de Zambia el 25 de enero de 2015 en el Estadio de los Héroes Nacionales de la capital, Lusaka.
Fue reelegido para cumplir con un mandato completo de cinco años en agosto de 2016, derrotando nuevamente a Hichilema por un estrecho margen.
Lungu contrajo matrimonio con Esther Lungu, son padres de 6 hijos.

## Fallecimiento
Lungu murió el 5 de junio de 2025 en Pretoria, Sudáfrica, debido a complicaciones de salud.